# Назарет (Белгия)
Вижте пояснителната страница за други значения на Назарет.
Назарет (на нидерландски: Nazareth) е селище в Северна Белгия, окръг Гент на провинция Източна Фландрия. Населението му е около 11 252 души (2011).